# Nhô Zé
José de Moura Barbosa (Serra Azul, 15 de abril de 1923 - 10 de janeiro de 1989), mais conhecido pelo pseudônimo Nhô Zé, foi um radialista brasileiro. Também ficou conhecido como "O Prefeito do Carreador".